# 천태초등학교 봉하분교
천태초등학교 봉하분교는 전라남도 화순군 도암면 왕정로 263-5 (봉하리)에 있었던 초등학교 분교이다.

## 연혁
- 1949.04.30 도암남국민학교 설립인가
- 1949.05.09 도암남국민학교 개교
- 1989.03.01 도암중앙국민학교 봉하분교로 변경
- 1996.03.01 천태초등학교 봉하분교로 개칭
- 2000.03.01 폐교